# トゥールネル橋
トゥルネル橋(仏 : Pont de la Tournelle)は、フランスのパリ、セーヌ川に架かる橋である。
4区のサン＝ルイ島と5区のトゥルネル河岸を結んでいる。1759年以来パリのセーヌ川が増水したときの水位を測るのはここで行われる。
この場所には何度も橋が架けられたことで知られている。中世以来木の橋が架かっていたが1656年石橋に改められた。これは1918年に破壊され、1930年に現在の橋が完成した。
トゥルネル橋のデザインはわざと非対称になるように作られている。これはセーヌ川の景観をより引き立たせるためである。3連アーチからなり、中央の大アーチを両側から小さいアーチが挟むようになっている。左岸側はパリの守護聖人である聖ジュヌヴィエーヴ像を戴く15mの高さの塔が建っている。この像はポール・ランドスキによるものである。
トゥルネルの名は12世紀ここにフィリップ2世の城壁の見張り櫓tourelleが建っていたことに由来する。

## 交通
- メトロ7号線 ポン・マリー駅Pont Marie下車

## 隣の橋
（上流）オステルリッツ橋―シュリー橋―トゥルネル橋―アルシュヴェシェ橋・サン＝ルイ橋
―ドゥブル橋・アルコル橋（下流）